# Boudhanath

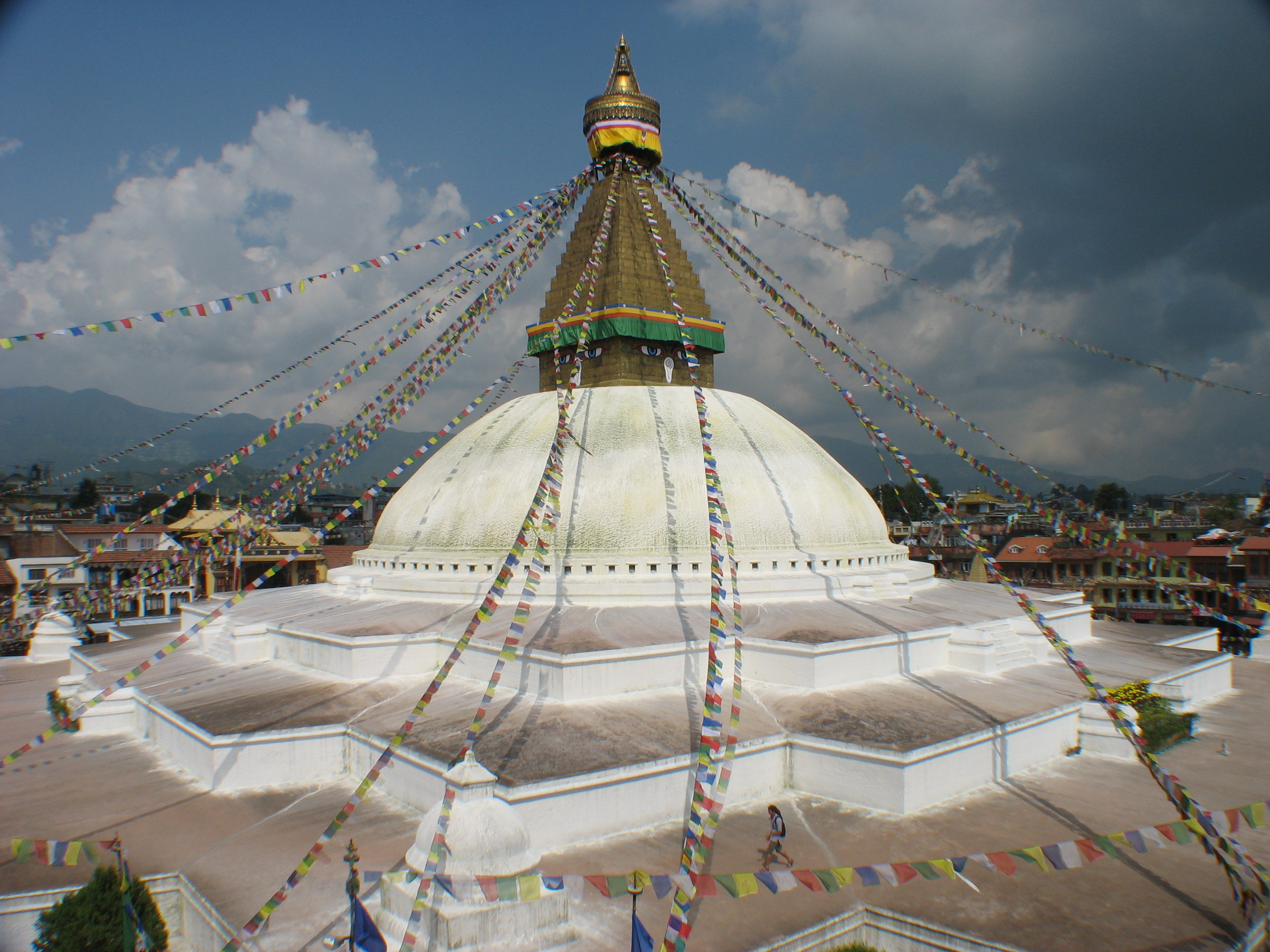
Vista da mandala e da torre da estupa

Boudhanath (em devanágari: बौद्धनाथ; em nepali: Bauddha; em neuari: Khāsti; em tamang: Jyarung Khasyor), também chamado ou grafado Bouddhanath, Baudhanath, Bodnath, Boudha, Khāsa Caitya e Jarungkhasor,  é um dos sítios budistas mais sagrados de Catmandu, a capital do Nepal. A enorme e maciça estupa de Boudhanath, que domina o horizonte a nordeste do centro da cidade, de que dista 11 km, é uma das maiores estupas semiesféricas do mundo e o templo budista tibetano mais sagrado do mundo fora do Tibete.
O afluxo de um elevado número de refugiados do Tibete à zona levou à construção de mais de 50 gompas (mosteiros budistas tibetanos) em volta da estupa. Desde 1979 que Boudhanath está inscrito na lista do Património Mundial da UNESCO, por integrar o sítio "Vale de Catmandu". Juntamente com o templo e estupa de Swayambhunath, é um dos locais mais populares entre os turistas que visitam a área de Catmandu.

## Descrição
A estupa propriamente dita — uma torre quadrangular dourada que se ergue  36 metros acima do nível da praça onde se encontra — assenta sobre um enorme bahal, uma grande plataforma branca com três níveis em forma de mandala, aproximadamente circular, com 120 metros de diâmetro, que aparentemente foi inspirada por uma existente em Gyantse, no Tibete. A plataforma ocupa o centro de uma grande praça circular, rodeada de casas habitadas por famílias tibetanas e lojas de recordações. A praça é sempre percorrida no sentido dos ponteiros do relógio, seguindo a tradição budista tibetana. O templo é o centro do budismo tibetano no Nepal.
A estupa situa-se na antiga rota comercial proveniente do Tibete, que entra no vale de Catmandu pela aldeia de Sankhu, no canto nordeste, passa por Boudhanath e prossegue para a mais antiga e mais pequena estupa de Cā-bahī (frequentemente chamada "pequena Boudhanath"). Ali vira para sul, em direção a Patan, cruzando o rio Bagmati, não passando pelo centro Catmandu, uma cidade de fundação mais recente do que a rota. Os mercadores tibetanos descansaram e ofereceram orações em Boudhanath durante muitos séculos e quando os refugiados tibetanos chegaram ao Nepal fugindo da invasão chinesa na década de 1950, muitos decidiram viver perto daquele local sagrado, que se diz ser o túmulo do Buda Kassapa.

## História
O “Gopālarājavaṃśāvalī”, uma história do Nepal surgida no século XIV, relata que Boudhanath foi construído por Śivadeva, um rei Licchavi do Nepal que reinou c. 590–604 d.C. Outras crónicas datam a sua construção durante o reinado do rei Mānadeva (r. 464–505 d.C.). Segundo fontes tibetanas, um outeiro no local foi escavado no final do século XV ou início do século XVI e ali foram encontrados os ossos do rei Aṃshuvarmā (r. 605–621), outro monarca Licchavi.
No entanto, o imperador tibetano Trisong Detsän (r. 755–797) também é tradicionalmente associado à construção da estupa de Boudhanath.

## Lenda da construção
O monge budista japonês Ekai Kawaguchi (1866  1945), que visitou o Nepal quatro vezes entre 1899 e 1913, descreveu a grande estupa e registou a lenda budista tibetana da sua construção:
| “ | A aldeia que rodeia a grande torre Kāṣyapa é geralmente conhecida pelo nome de Boḍḍha [...] que em tibetano é chamada Yambu Chorten Chenpo. Yambu é o nome pelo qual é geralmente conhecido Kāthmāndu no Tibete; e Chorten Chenpo significa grande torre. O verdadeiro nome completo da torre é, contudo, Ja Rung Kashol Chorten Chenpo, que pode ser traduzido como: "tendo acabado de dar a ordem de prosseguir com". A torre tem uma história interessante que explica este estranho nome. Diz-se nesta história que Kāṣyapa era um Buḍḍha que viveu muito tempo antes de Shākyamuni Buḍḍha. Depois da morte de Kāṣyapa Buḍḍha, uma certa velha, com os seus quatro filhos, enterrou os restos mortais desse grande sábio no local onde a grande colina agora se encontra, a qual foi construída pela própria velha. Antes de começar o trabalho de construção, ela pediu ao rei desse tempo, e obteve autorização para "prosseguir com" a construção de uma torre. Quando, em resultado de grandes sacrifícios da parte da velha e dos seus quatro filhos, as fundações da estrutura tinham ido acabados, aqueles que a viram ficam atónitos com a grandeza da escala em que tinha sido empreendida. Esse foi o caso especialmente de todos os altos oficiais do país, que disseram que se uma velha senhora pobre estava autorizada a completar a construção de uma torre tão estupenda, eles próprios teriam que dedicar um templo tão grande como uma montanha, e por isso decidiram pedir ao rei que proibisse que a construção progredisse. Quando o rei foi abordado sobre esse assunto respondeu: "Acabei de dar ordem à mulher para continuar a obra. Os reis não podem comer as suas palavras, e eu não posso desfazer as minhas ordens agora. A torre foi assim autorizada a ser concluída e daí o seu nome único, "Ja Rung Kashol Chorten Chenpo". No entanto, eu penso que a torre deve ter sido construída depois dos dias de Shākyamuni Buḍḍha, pois a descrição dos livros tibetanos é diferente dos registos em sânscrito, os quais são mais fiáveis do que os tibetanos. | ” |